# Tour lo que te conté mientras te hacías la dormida
El Tour lo que te conté mientras te hacías la dormida fue la tercera gira del grupo español La Oreja de Van Gogh quizá la gira más recordada del grupo y la más extensa; se editó un DVD con lo recogido de la etapa 2003. Fue la gira más internacional del grupo llegando a tocar en lugares como Japón y Francia. También participaron por vez primera en el Festival de la Canción de Viña del Mar.

## Tour
La Oreja de Van Gogh lograba su tercer disco de diamante y tras haber recorrido España y Latinoamérica, se encaminaron en el mercado estadounidense [cita requerida], con una gira. Por otro lado, y finalizada toda la gira de promoción de su último álbum, se editó un DVD con los mejores momentos de su gira. Se vendieron setenta y cinco mil copias en España, y cincuenta mil en México. El resto de Latinoamérica tuvo una promoción casi nula pero con buenos resultados a nivel ventas [cita requerida]. En total se vendieron de este DVD más de doscientas mil copias en todo el mundo. En Chile tuvo uno de los conciertos con más público de sus giras, en el Espacio Riesco [cita requerida]. De esta manera, canciones como Puedes contar conmigo, 20 de enero, Rosas, Deseos de cosas imposibles, Vestido azul, Bonustrack o Historia de un sueño se sumaban a sus anteriores sencillos, convirtiéndose así en nuevos clásicos de la banda donostiarra.
Finalmente, la banda entró en un periodo de inactividad. No obstante, decidieron acudir al festival de 2005 de Viña del Mar en Chile. El festival premia a los artistas invitados sólo con las Antorchas de Plata y Oro, pero, tras terminar el concierto, el público chileno no quedó conforme y durante más de 25 minutos impidió la actuación del siguiente artista. Además participaron de la Gira Movistar Activa junto con el grupo español El Canto del Loco por las ciudades más importantes de España.

## Espectáculo
La Oreja de Van Gogh iba acompañada de un espectacular escenario de 26x15 y 14 metros de altura. Incluía tres pantallas de vídeo, 100.000 vatios de sonido y 150.000 vatios de luces. Alrededor de 150 personas colaboraban en la puesta en marcha del espectáculo. 

## Repertorio
| Repertorio 2003 |
| --- |
| 1. Intro 2. Puedes contar conmigo 3. Un mundo mejor 4. La Estrella y la Luna 5. Desde el puerto 6. Nadie como tú 7. Geografía 8. Historia de un sueño 9. El 28 10. Vestido azul 11. Deseos de cosas imposibles 12. La esperanza debida 13. Cuéntame al oído 14. Dicen que dicen 15. Adiós 16. Pop 17. Cuídate 18. La paz de tus ojos 19. Soledad 20. Rosas 21. París 22. La playa 23. 20 de enero 24. Bonus track |

| Repertorio 2004-2005 |
| --- |
| 1. Intro (Qué será (whatever will be)) [remix] * 2. 20 de enero 3. Perdóname 4. Un mundo mejor 5. Desde el puerto 6. París 7. Adiós / El auto increíble * 8. Soledad 9. Cuídate 10. Historia de un sueño 11. El 28 12. Vestido azul 13. Deseos de cosas imposibles 14. El libro 15. Cuéntame al oído 16. Tú y yo 17. Bonus track 18. Pop 19. Mariposa 20. Geografía 21. La playa / Gracias a la vida * 22. La esperanza debida 23. Rosas 24. España camisa blanca * 25. Puedes contar conmigo 26. Outro Las canciones marcadas con un *, son aquellas que el grupo anexo al repertorio o aquellas que tuvieron modificaciones: - Intro (Qué será (whatever will be)) [remix]: tema de Doris Day, con el cual abrían cada concierto de la etapa 2004 - 2005. Comenzaba en su versión original y a la mitad de este, se hacía una especie de remix y los 4 chicos del grupo salían al escenario a tocar un tema instrumental, el cual se unía con la intro de su tema '20 de Enero' - Adiós / El auto increíble: el final de esta canción (de 'Lo Que Te Cont'e Mientras Te Hacías La Dormida') era unido con el tema instrumental de la serie ochentera 'El Auto Increíble' - Bonus track: tema con el cual cierran su 3° disco y también con el cual cerraban (en su versión de estudio) cada concierto de la etapa 2003. En cada concierto de la etapa 2004 - 2005 se tocaba en versión acústica y se unía al inicio de 'Pop' ('El Viaje De Copperpot') y así se daba fin al set acústico. - La playa / Gracias a la vida: durante la gira chilena y argentina en 2005, el final del famoso éxito 'La playa' ('El Viaje De Copperpot') era enlazado con un pequeño cover de 'Gracias a la vida', de la chilena Violeta Parra. Esta nueva "fusión" fue estrenada durante el festival de Viña del Mar en el año 2005. - España camisa blanca: cover de Ana Belén, el cual fue tocado durante la gira española en 2004 como homenaje a las víctimas del 11-M. |

## Fechas de la gira
| Fecha                    | Ciudad                  | País           | Recinto                              |
| ------------------------ | ----------------------- | -------------- | ------------------------------------ |
| 9 de mayo de 2003        | Lérida                  | España         | Pabellón Campos Elíseos              |
| 10 de mayo de 2003       | Villarreal              | España         | Campos Federativos                   |
| 11 de mayo de 2003       | Alcalá de Henares       | España         | Universidad de Alcalá                |
| 13 de mayo de 2003       | Madrid                  | España         | Sala Pachá                           |
| 23 de mayo de 2003       | Badajoz                 | España         | Estadio Nuevo Vivero                 |
| 25 de mayo de 2003       | Granada                 | España         | Palacio de Deportes                  |
| 30 de mayo de 2003       | Murcia                  | España         | Plaza de Toros                       |
| 6 de junio de 2003       | Valladolid              | España         | Polideportivo Pisuerga               |
| 7 de junio de 2003       | Burgos                  | España         | Plaza de Toros                       |
| 13 de junio de 2003      | Monterrey               | México         | Auditorio Coca-Cola                  |
| 20 de junio de 2003      | Ciudad de México        | México         | Auditorio Nacional                   |
| 28 de junio de 2003      | León                    | España         | León Arena                           |
| 2 de julio de 2003       | Barcelona               | España         | Estadio Olímpico Lluís Companys      |
| 3 de julio de 2003       | San Sebastián           | España         | Plaza de Toros de Illumbre           |
| 5 de julio de 2003       | La Coruña               | España         | Coliseum                             |
| 10 de julio de 2003      | Madrid                  | España         | Plaza de Toros de Las Ventas         |
| 12 de julio de 2003      | Sevilla                 | España         | Auditorio de La Cartuja              |
| 13 de julio de 2003      | Alcoy                   | España         | Polideportivo Municipal              |
| 18 de julio de 2003      | Dos Torres              | España         | Campo de fútbol                      |
| 19 de julio de 2003      | Málaga                  | España         | Palacio de los deportes              |
| 30 de julio de 2003      | Santiago de Compostela  | España         | Plaza de Obradoiro                   |
| 2 de agosto de 2003      | Huesca                  | España         | Plaza de toros                       |
| 7 de agosto de 2003      | Marbella                | España         | Estadio Municipal                    |
| 14 de agosto de 2003     | Santander               | España         | Palacio de los deportes              |
| 29 de agosto de 2003     | Elda                    | España         | Campo de fútbol Pepico Amat          |
| 30 de agosto de 2003     | Daimiel                 | España         | Auditorio Municipal                  |
| 31 de agosto de 2003     | Gijón                   | España         | Plaza de Toros El Bibio              |
| 6 de septiembre de 2003  | Burriana                | España         | Campo de fútbol Llombai              |
| 13 de septiembre de 2003 | Logroño                 | España         | Plaza de Toros La Ribera             |
| 20 de septiembre de 2003 | Cáceres                 | España         | Recinto Hípico de Cáceres            |
| 21 de septiembre de 2003 | Extremadura             | España         | Palacio de Congresos                 |
| 22 de septiembre de 2003 | Navarra                 | España         | Plaza de Toros                       |
| 30 de septiembre de 2003 | Madrid                  | España         | Estación de Atocha                   |
| 9 de octubre de 2003     | Zaragoza                | España         | Pabellón San Felipe                  |
| 12 de octubre de 2003    | Granada                 | España         | Palacio de Deportes                  |
| 18 de octubre de 2003    | Nueva York              | Estados Unidos | Webster Hall                         |
| 22 de octubre de 2003    | Miami                   | Estados Unidos | Miami Club                           |
| 29 de octubre de 2003    | Houston                 | Estados Unidos | Escapade Club                        |
| 30 de octubre de 2003    | San Diego               | Estados Unidos |                                      |
| 31 de octubre de 2003    | Los Ángeles             | Estados Unidos |                                      |
| 27 de noviembre de 2003  | Madrid                  | España         | Círculo de Bellas Artes              |
| 20 de diciembre de 2003  | Zaragoza                | España         | Pabellón Príncipe Felipe             |
| 18 de marzo de 2004      | París                   | Francia        | La Cigalle                           |
| 17 de abril de 2004      | Onda                    | España         | Pabellón Polifuncional               |
| 23 de abril de 2004      | Madrid                  | España         | Palacio de Vistalegre                |
| 25 de abril de 2004      | Hospitalet de Llobregat | España         | Recinto ferial La Farga              |
| 30 de abril de 2004      | Palma de Mallorca       | España         | Hipódromo de San Pedro               |
| 8 de mayo de 2004        | Jerez de la Frontera    | España         | Pabellón cubierto de Chapin          |
| 14 de mayo de 2004       | Orihuela                | España         | Recinto municipal La Alguaraza       |
| 15 de mayo de 2004       | Valencia                | España         | Plaza de Toros                       |
| 16 de mayo de 2004       | Gerona                  | España         | Pabellón Girona Fontajaus            |
| 21 de mayo de 2004       | Guadalajara             | España         | Auditorio municipal                  |
| 22 de mayo de 2004       | Torrijos                | España         | Campo de fútbol                      |
| 29 de mayo de 2004       | León                    | España         | León Arena                           |
| 30 de mayo de 2004       | Orense                  | España         | Plaza de Orense                      |
| 3 de junio de 2004       | Pamplona                | España         | Estadio de El Sadar                  |
| 4 de junio de 2004       | La Nucia                | España         | Campo polideportivo                  |
| 5 de junio de 2004       | Archena                 | España         | Colegio municipal                    |
| 11 de junio de 2004      | Villagarcía de Arosa    | España         | Recinto ferial FEXDEGA               |
| 12 de junio de 2004      | Lalín                   | España         | Praza Europa                         |
| 13 de junio de 2004      | Orense                  | España         | Pabellón Os Remedios                 |
| 15 de junio de 2004      | Ibiza                   | España         | Recinto ferial                       |
| 18 de junio de 2004      | Pinto                   | España         | Auditorio - Parque Juan Carlos I     |
| 19 de junio de 2004      | La Muela                | España         | Plaza de Toros                       |
| 22 de junio de 2004      | Madrid                  | España         | Plaza de toros Las Ventas            |
| 23 de junio de 2004      | Vilasar de Dalt         | España         | Isla Fantasía                        |
| 25 de junio de 2004      | Santander               | España         | Plaza de Toros                       |
| 27 de junio de 2004      | Alcázar de San Juan     | España         | Velódromo Municipal                  |
| 29 de junio de 2004      | Irún                    | España         | FICOBA                               |
| 2 de julio de 2004       | Teruel                  | España         | Explanada Teruel                     |
| 3 de julio de 2004       | Pamplona                | España         | Campo de fútbol                      |
| 4 de julio de 2004       | Denia                   | España         | Campo de fútbol Rodat                |
| 8 de julio de 2004       | Santiago de Chile       | Chile          | Espacio Riesco                       |
| 10 de julio de 2004      | Buenos Aires            | Argentina      | Estadio Luna Park                    |
| 11 de julio de 2004      | Córdoba                 | Argentina      | Orfeo Superdomo                      |
| 13 de julio de 2004      | Bogotá                  | Colombia       | Plaza de Toros de La Santamaría      |
| 15 de julio de 2004      | Quito                   | Ecuador        | Ágora de la Casa de la Cultura       |
| 16 de julio de 2004      | Durán                   | Ecuador        | Teatro Ferias                        |
| 18 de julio de 2004      | Panamá                  | Panamá         | Centro de Convenciones Atlapa        |
| 20 de julio de 2004      | San Salvador            | El Salvador    | Anfiteatro de la Feria Internacional |
| 30 de julio de 2004      | Sada                    | España         | Plaza Irmáns Suárez                  |
| 26 de agosto de 2004     | Felanich                | España         | Parque municipal La Torre            |
| 25 de septiembre de 2004 | Las Palmas              | España         | Recinto ferial                       |
| 26 de septiembre de 2004 | Tenerife                | España         | Plaza de Cristo de la Laguna         |
| 29 de septiembre de 2004 | París                   | Francia        | Sala Olympia                         |
| 8 de octubre de 2004     | Ciudad de México        | México         | Auditorio Nacional                   |
| 9 de octubre de 2004     | Ciudad de México        | México         | Auditorio Nacional                   |
| 12 de octubre de 2004    | Los Ángeles             | Estados Unidos | House Of Blues                       |
| 14 de octubre de 2004    | Nueva York              | Estados Unidos | Latin Quarter 2                      |
| 15 de octubre de 2004    | Miami                   | Estados Unidos | La Covacha                           |
| 16 de octubre de 2004    | San Juan                | Puerto Rico    | Coliseo José Miguel Agrelot          |
| 18 de octubre de 2004    | Boston                  | Estados Unidos | The Roxy                             |
| 20 de octubre de 2004    | Chicago                 | Estados Unidos | House of Blues                       |
| 22 de octubre de 2004    | El Paso                 | Estados Unidos | Club Xcape                           |
| 23 de octubre de 2004    | Laredo                  | Estados Unidos | Graham Central Station               |
| 24 de octubre de 2004    | Phoenix                 | Estados Unidos | The Venue                            |
| 29 de octubre de 2004    | Houston                 | Estados Unidos | Club Escapadate                      |
| 31 de octubre de 2004    | San Diego               | Estados Unidos |                                      |
| 18 de diciembre de 2004  | Madrid                  | España         | Palacio de Vistalegre                |
| 16 de febrero de 2005    | Viña del Mar            | Chile          | Anfiteatro de la Quinta Vergara      |
| 17 de febrero de 2005    | Viña del Mar            | Chile          | Casino Enjoy                         |
| 18 de febrero de 2005    | La Serena               | Chile          | Estadio La Portada                   |
| 20 de febrero de 2005    | Pucón                   | Chile          | Estadio Municipal de Pucón           |
| 22 de febrero de 2005    | Montevideo              | Uruguay        | Velódromo Municipal                  |
| 25 de febrero de 2005    | Buenos Aires            | Argentina      | Estadio Luna Park                    |
| 26 de febrero de 2005    | Santiago de Chile       | Chile          | Espacio Riesco                       |
| 9 de abril de 2005       | Caracas                 | Venezuela      | Estadio Universitario de Béisbol     |
| 25 de julio de 2005      | Tokio                   | Japón          | Club Dúo                             |
| 26 de julio de 2005      | Prefectura de Aichi     | Japón          | Recinto de la Exposición Universal   |

## Formación de la banda
- Amaia Montero - Voz
- Pablo Benegas - Guitarra eléctrica
- Haritz Garde - Batería
- Álvaro Fuentes - Bajo
- Xabi San Martín - Teclados

- Datos: Q23807399